# Edimburgo
Edimburgo (in inglese e scots Edinburgh; IPA [ˈɛdɪnbʌrə] o [ˈɛdɪnbrə]; in gaelico scozzese Dùn Èideann) è una città del Regno Unito.
Seconda città più popolosa della Scozia, della quale è capitale, è anche la settima città più popolosa del Regno Unito con 464990 abitanti; ne conta 518000 nell'area dell'omonima autorità locale e 1339380 se viene considerata l'intera area metropolitana.
Sorge sulla costa orientale della Scozia, sulla riva meridionale del Firth of Forth, a circa 70 km ad est di Glasgow, ed è edificata su sette colli. I punti più alti sono Arthur's Seat, Castle Rock (dove si trova il celebre castello), Calton Hill, Corstorphine Hill, Braid Hills, Blackford Hill e Craiglockhard Hill.
Le parti storiche della città (Old Town e New Town), insieme al castello, sono dal 1995 patrimonio dell'umanità UNESCO.
È la seconda città più visitata della Gran Bretagna, con circa due milioni di turisti l'anno. A questo successo contribuisce anche il Festival di Edimburgo, che si tiene ogni anno ed è accompagnato da numerose manifestazioni collaterali. È inoltre sede di ateneo dal 1582, anno di fondazione dell'Università di Edimburgo.

## Geografia fisica

### Territorio
Edimburgo ha un'area di 264 km²; il suo territorio è principalmente pianeggiante e collinare, benché a poca distanza dall'area urbana si trovi la bassa catena montuosa delle Southern Uplands.

### Clima
Come il resto della Scozia, Edimburgo ha un clima di tipo oceanico-temperato con temperature invernali molto più miti rispetto ad altre località situate alla stessa latitudine. Gli inverni nella città sono lunghi ma non eccessivamente freddi, considerando che le temperature scendono appena sotto gli 0 °C (alla stessa latitudine di Edimburgo si trovano città come Mosca, che registra nella media temperature invernali intorno a -10 °C o -15 °C, avendo un clima continentale freddo).
In estate il clima si presenta fresco o tiepido, con temperature medie intorno ai 18 °C (le massime raramente superano i 25 °C). Durante questa stagione, il tempo e le temperature sono molto variabili a causa del vento.
Le piogge sono distribuite durante tutto l'arco dell'anno, ma sono poco abbondanti: Edimburgo è tra le città meno piovose (in quantità) della Gran Bretagna.
|                                           | Media       | Gen  | Feb  | Mar  | Apr  | Mag  | Giu  | Lug  | Ago  | Set  | Ott  | Nov  | Dic  |
| ----------------------------------------- | ----------- | ---- | ---- | ---- | ---- | ---- | ---- | ---- | ---- | ---- | ---- | ---- | ---- |
| Temperature massime (°C)                  | 12,1        | 6,2  | 6,5  | 8,7  | 11,1 | 14,2 | 17,3 | 18,8 | 18,5 | 16,2 | 13,2 | 8,7  | 6,9  |
| Temperature minime (°C)                   | 4,8         | 0,3  | 0,0  | 1,5  | 3,1  | 5,7  | 8,7  | 10,3 | 10,2 | 8,4  | 5,9  | 2,1  | 0,9  |
| Precipitazioni in millimetri              | anno: 668   | 57   | 42   | 51   | 41   | 51   | 51   | 57   | 65   | 67   | 65   | 63   | 58   |
| Giorni di pioggia                         | anno: 182,8 | 17,2 | 13,6 | 16,2 | 14,0 | 14,4 | 13,3 | 13,1 | 15,2 | 16,5 | 16,7 | 16,3 | 16,3 |
| Source: World Meteorological Organization |             |      |      |      |      |      |      |      |      |      |      |      |      |

## Origine del nome e storia
L'insediamento umano più antico rinvenuto nella zona dell'attuale città di Edimburgo si trova nel villaggio di Cramond, in cui nel 2001 fu riportato alla luce un sito del Mesolitico databile a 8500 anni a.C.
Tracce delle successive epoche del Bronzo e del Ferro furono rinvenute sulle colline di Castle Rock, Arthur's Seat, Craiglockhart e Pentland.
Quando i Romani, nel corso delle loro campagne in Britannia, giunsero nella regione dell'attuale Lothian alla fine del I secolo, ivi incontrarono una tribù celtica alla quale diedero il nome di Votadini.
Nell'80 d.C. le truppe del governatore Gneo Giulio Agricola avanzarono ulteriormente a nord raggiungendo la foce del fiume Inveresk, ma nonostante numerose vittorie conseguite, i Romani non riuscirono a stanziarsi nel territorio e furono costretti nel 211 a ritirarsi a sud, oltre il Vallo Antonino.
Come tramandato dallo storico Tacito, l'impero di Agricola arrivò fino a una linea immaginaria che collega il Firth of Clyde al Firth of Forth, ma non riuscì a penetrare nelle Highlands.
In un momento storico precedente al VII secolo il popolo dei Goddodin, presumibilmente discendenti dei Votadini, costruì nel territorio dell'attuale Edimburgo la fortezza di Din Eidyn.
La posizione esatta di tale luogo è allo stato da individuare con precisione, tuttavia si ritiene che la scelta dei Goddodin sia ricaduta su una zona dominante nei confronti dei terreni circostanti, come Castle Rock, Arthur's Seat o Calton Hill.
A testimonianza dell'esistenza di questa costruzione, gli annali irlandesi riportano nel 638 un assedio messo in atto dalle forze fedeli al Re Oswald di Northumbria, intente a conquistare territori per espandere i loro domini.
A partire dal VI secolo il territorio dell'attuale Scozia era diviso in quattro regni: i Pitti nel centro-nord-est, gli Scoti sulle coste nord-occidentali e nelle Highlands, i Britanni a sud-ovest e gli Anglosassoni a sud-est.
La regione del Lothian cadde sotto la dominazione di questi ultimi e vi rimase per i successivi tre secoli.
Nel IX secolo il re scoto di Dalriada Kenneth I riuscì a creare una prima rudimentale unione scozzese.
Il campo di influenza di questa unione, mediante conquiste e matrimoni misti, arrivò nel 1034 a comprendere gran parte dei territori dell'attuale Scozia.
Si ritiene che il nome di Edimburgo abbia origine da questa prima parte della sua storia.
La supposizione più fondata trae origine dal termine celtico brittonico Din Eidyn (Forte di Eidyn), dal periodo in cui la zona era una fortezza del popolo Goddodin (appunto Celti linguisticamente brittonici) e del loro sovrano Clinog Eitin, il cui nome ricorda appunto quello del luogo.
Durante la dominazione degli Anglosassoni, popolo di stirpe germanica proveniente dagli attuali Jutland Germania settentrionale, la città prese il nome di Edin-burgh (traduzione germanica del nome celtico attribuito dai Goddodin), ossia Fortezza di Edwin.
Nel VII secolo la zona era sotto il controllo del sovrano Edwin di Northumbria.
Il suffisso burgh, nell'antica lingua anglosassone, aveva il significato di "fortezza", ma poteva designare anche un gruppo di edifici, ossia una città.
Le prime testimonianze dell'esistenza della città come separata dalla fortezza risalgono a un documento dei primi del XII secolo, datato probabilmente 1124, con cui il re David I assegnava terreni alla Chiesa della Santa Croce di Edimburgo.
Ciò indicherebbe che le origini ufficiali della città possono situarsi tra il 1018 (quando il re Malcolm II difese la regione del Lothian dagli abitanti del Northumbria) e il 1124.
Il documento si riferisce alla chiesa con la denominazione latina di Ecclesia Sanctae Crucis Edwin esburgensis, il che potrebbe indicare che i redattori del documento ritenevano che Edwin fosse l'origine del nome della città e decisero quindi di ricavare la versione in latino da quello che credevano fosse il nome antico; ma potrebbe anche significare che a un certo punto dei precedenti 600 anni il nome era stato alterato per includere una w.
In ogni caso, nel decennio dal 1170 il re Guglielmo I di Scozia usò il nome Edenesburch in un documento (di nuovo in latino) che confermava la cessione di terreni eseguita nel 1124 da David I.
Nel 1215 a Edimburgo si riunì il primo parlamento locale e a partire dal 1455 la città fu dotata di una cinta muraria per difendersi dagli attacchi nemici.

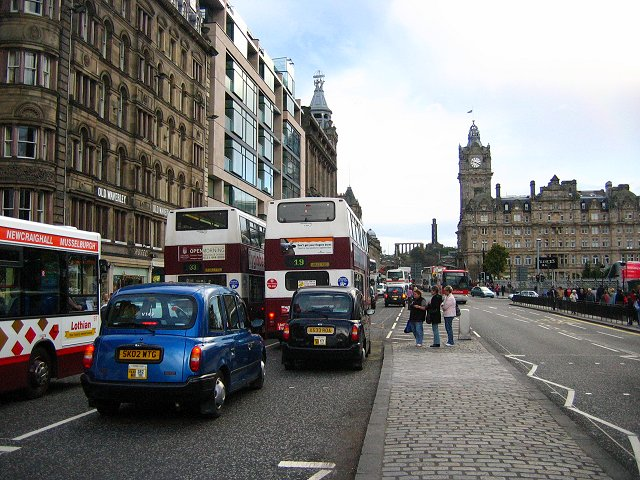
Princes Street

Nel 1530 un grande incendio distrusse numerosi edifici della città.
Appena 14 anni più tardi le truppe di Enrico VIII d'Inghilterra distrussero gli edifici ancora in corso di ricostruzione e solo dopo il 1603 Edimburgo conobbe un periodo di pace.
In seguito al ricongiungimento delle corone inglese e scozzese, Giacomo VI di Scozia divenne anche re d'Inghilterra, trasferendo la sede della monarchia a Londra.
La città conobbe nuovi tumulti quando Carlo I tentò di imporre la Chiesa anglicana di Stato al posto della confessione presbiteriana.
Nel 1650 il Lord Protector Oliver Cromwell occupò la città scatenando una vera e propria carneficina.
I tentativi inglesi nella conquista e sottomissione della Scozia continuavano ormai da molti secoli, quindi Edimburgo dovette combattere e resistere con molta fatica per un lunghissimo periodo di tempo.
Nel 1745, sulla scia delle rivolte giacobite, Carlo Edoardo Stuart cercò invano di occupare il castello di Edimburgo, ma si dovette accontentare solo di alcune vittorie sulle truppe inglesi, tuttavia effimere per inferiorità di mezzi d'artiglieria.
La successiva battaglia di Culloden del 1746 sancì il definitivo dominio inglese sulla Scozia.
Nel 1767 gli urbanisti iniziarono la progettazione della New Town per ospitare la popolazione in rapida crescita.
Il quartiere, in stile georgiano, è situato a nord del vecchio centro cittadino.
Nel 1817 fu completato il drenaggio e la bonifica del Loch Nor, un fiordo marino che dal Firth of Forth arrivava fino alle pendici della collina in cui si trova la parte più antica della città, dividendola dalla parte nuova.
In tale depressione geografica fu costruita la stazione ferroviaria e furono creati i giardini di Princes Street.

## La città
Il centro storico di Edimburgo è diviso a metà da Princes Street e dagli omonimi giardini. La via è tra le più frequentate della capitale per il passeggio e per gli acquisti. Nella parte meridionale il panorama è dominato dal Castello di Edimburgo (Edinburgh Castle), situato su un cono vulcanico, e dalle costruzioni della Old Town, mentre sulla parte settentrionale si affaccia la New Town.

### Old Town

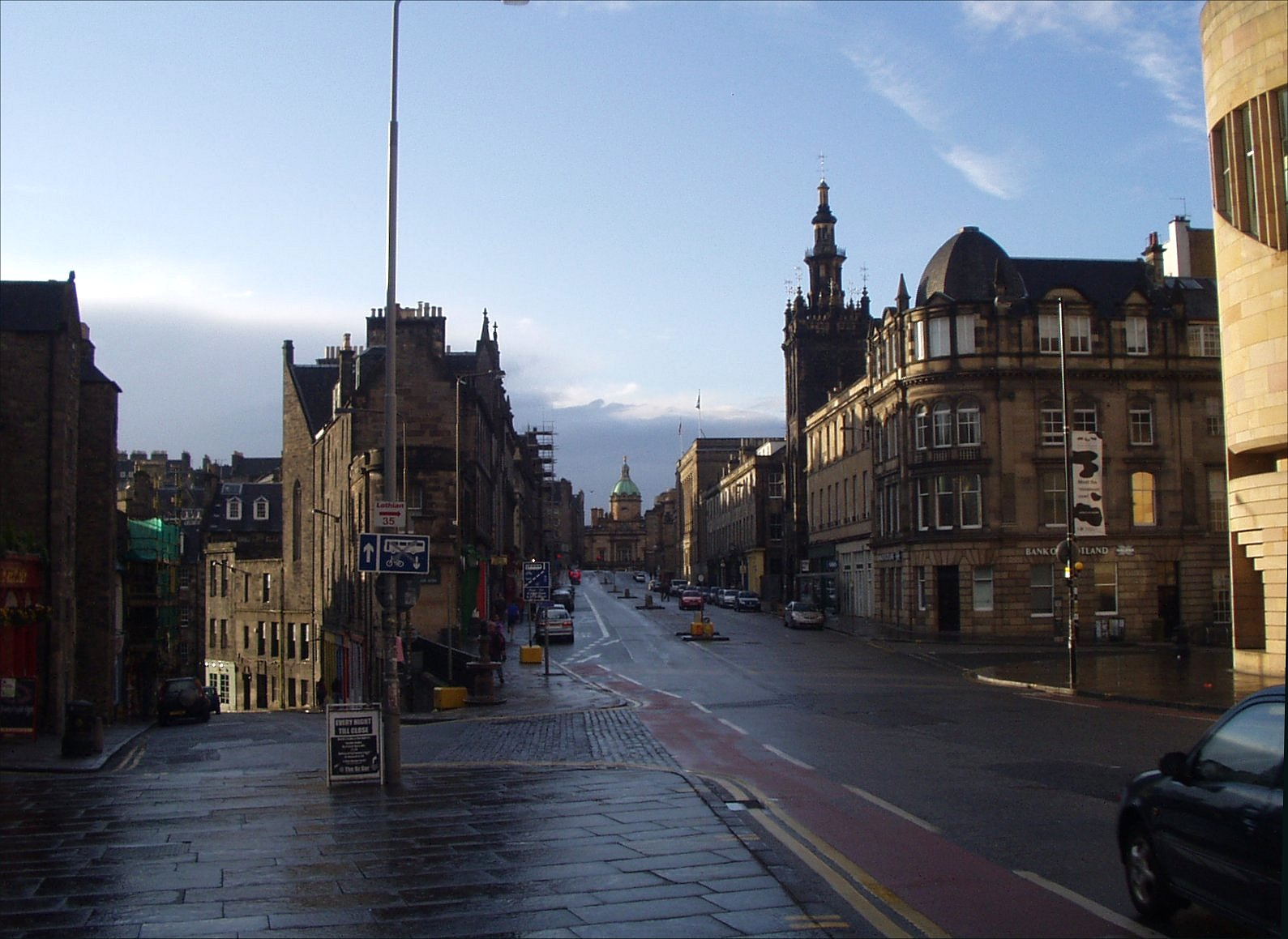
Vie interne alla Old Town

La Old Town conserva l’impianto urbanistico di epoca medievale, mentre molti degli edifici attuali furono costruiti o ristrutturati nel periodo della Riforma Protestante. I principali si affacciano sulla Royal Mile, un rettilineo di circa un miglio scozzese che collega, da ovest a est, il Castello di Edimburgo all’Holyrood Palace e all’adiacente abbazia in rovina.

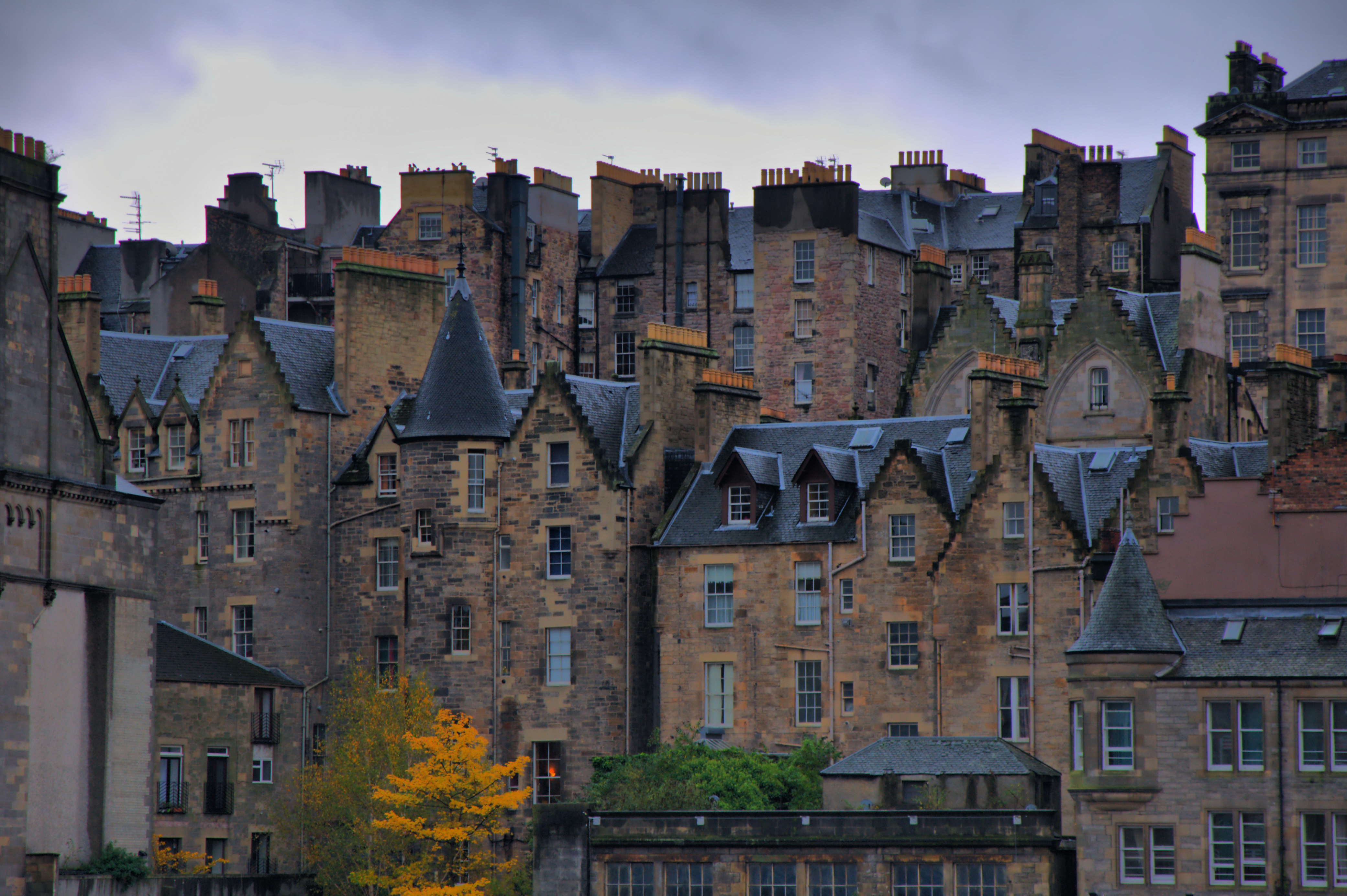
Scorcio della Old Town

Il Royal Mile è in verità un insieme di quattro vie (Castlehill, Lawnmarket, High-Street e Canongate), sulle quali si affacciano numerosi edifici pubblici di notevole interesse. La chiesa di Sant'Egidio è la principale chiesa della città, da molti chiamata erroneamente cattedrale, e si trova lungo la High-Street.
Dietro la St. Giles' Cathedral (il nome in inglese per la chiesa) si trova anche la Casa del Parlamento (Parliament House) che fu il palazzo del parlamento in cui l'assemblea scozzese si riunì fino al 1707. Oggigiorno è l'edificio dell'alta corte del tribunale scozzese.
Sempre lungo "il miglio reale" si trova la casa del XV secolo in cui abitò John Knox, il riformatore della chiesa scozzese. In fondo alla via Canongate (ultimo tratto della Royal mile partendo dal castello), in prossimità dell'Holyrood Palace, si trova anche il nuovo parlamento scozzese aperto nel 2004.
Dal Royal Mile si dipartono a spina di pesce le vie secondarie che scendono dalla collina in varie direzioni, con ampie piazze, dove una volta si svolgevano i mercati. Molte di queste viuzze vengono chiamate closes, termine inglese che descrive vicoletti angusti ricoperti da volte che spesso sboccano in cortili interni. In uno di questi vicoletti (Anchor Close) un tempo sorgeva la tipografia Smellie che nel 1768 stampò la prima edizione dell'Encyclopedia Britannica.
Altri edifici presenti nella Old Town sono il Museum of Scotland, la University of Edinburgh e la Scottish National Library, una biblioteca che vanta un patrimonio di circa 5 milioni di libri.
Questa parte della città era abitata, nel XVIII secolo, da circa 80 000 persone ma, come accade spesso in molti centri storici delle città, oggi non se ne contano più di 4 000.

#### Castello di Edimburgo

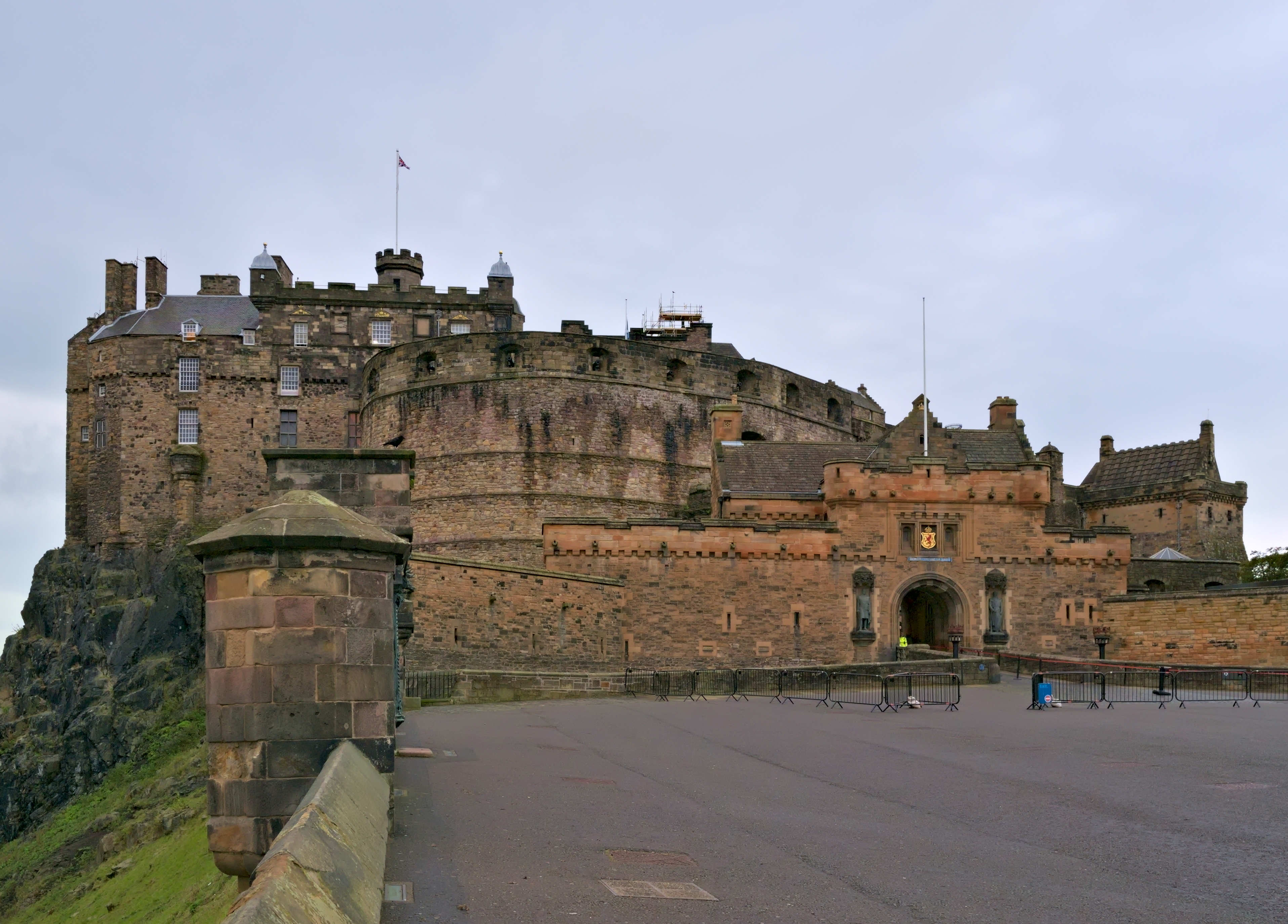
Il Castello fotografato da Castle Esplanade

Il maniero sorge su un'antica roccia di origine vulcanica chiamata in origine Din Eidyn (Fortezza di Eidyn), che assunse il nome di Edimburgo dopo l'invasione degli angli nel 638 d.C.
Le sue origini vengono indicate intorno al 1130 d.C. ed è attualmente visitata da oltre un milione di turisti all'anno, rendendola la meta più frequentata del Regno Unito.
Al suo interno si possono visitare, oltre alla magnifica struttura medievale, il Museo Nazionale della Guerra, i Gioielli Reali, il Palazzo Reale, le prigioni, il Salone d'Onore e il monumento nazionale scozzese ai caduti. Particolare successo riscuote l'one o'clock gun, ossia il colpo di cannone che tutti i giorni, eccetto la domenica, viene sparato alle 13:00 per segnalare l'orario alle navi che attraccano al porto; questa tradizione si protrae dal 1846.
Negli appartamenti reali è possibile osservare i gioielli della corona, fra cui la spada cerimoniale, la corona e lo scettro. Nella stessa stanza è presente anche la pietra del destino (Stone of Scone) dove venivano incoronati i reali scozzesi. La pietra, che era stata sottratta dagli inglesi nel Medioevo, è stata restituita nel 1996, ma qualcuno sostiene che si tratti di un falso, sostituita da dei monaci poco prima del furto.
Da numerosi punti di questo luogo di grande interesse storico è possibile godere di una magnifica vista su tutta la città di Edimburgo e le zone limitrofe.

### New Town

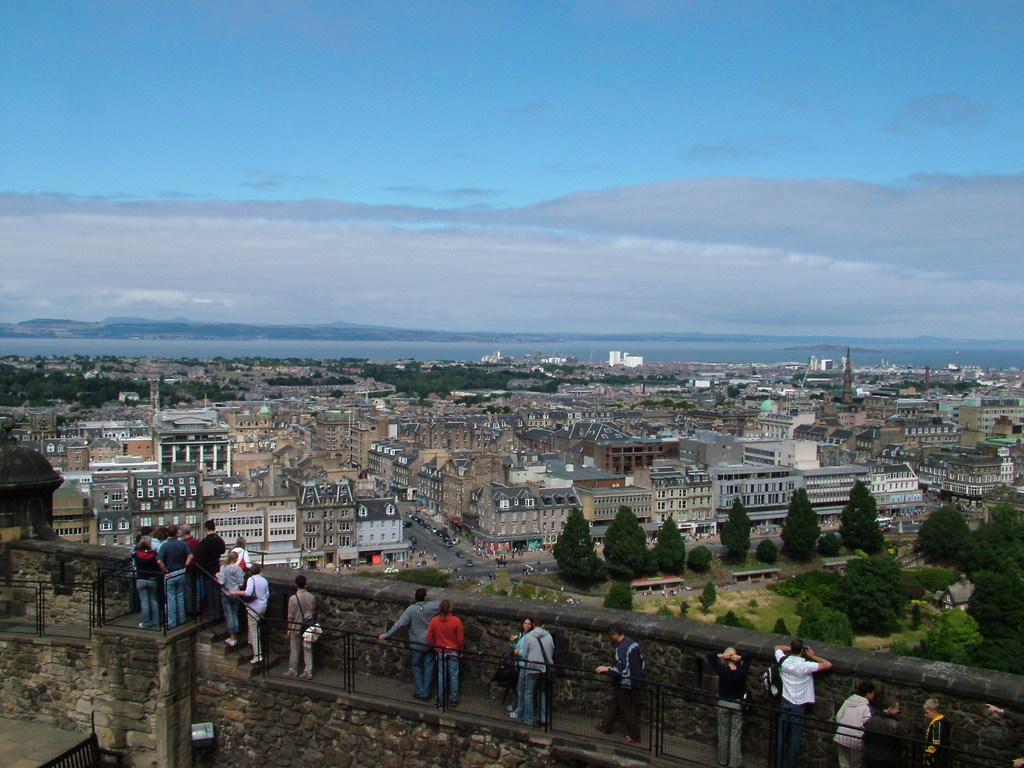
Panorama della New Town dal castello

La New Town si affaccia su Princes Street e venne costruita verso dalla fine del XVIII secolo. Da allora si è ingrandita, ma il nucleo originale rimane un mirabile esempio di architettura e urbanistica dell'epoca georgiana, e per questo motivo la New Town e la Old Town sono state dichiarate dall'UNESCO patrimonio dell'umanità. La decisione di costruire un nuovo quartiere al di fuori delle mura fu presa in seguito all'aumento della popolazione verificatosi durante il XVIII secolo.
Nel gennaio del 1766 fu indetta una competizione per trovare il miglior progetto per il nuovo quartiere e a vincerla fu il giovane James Craig. Egli propose uno schema molto razionale con poche ampie vie perpendicolari tra loro, e una via principale al centro chiusa alle estremità da due piazze. La via principale fu chiamata George Street, in onore dell'allora re Giorgio III; ai suoi estremi si trovano le piazze quadrate St Andrew Square a est, e la Charlotte Square, dove oggi si trova la Bute House, residenza del primo ministro scozzese, ad ovest.
La prima versione della New Town fu terminata intorno al 1800, anche se poi, dato il successo del progetto, fu ampliata con l'aggiunta di nuovi quartieri che riprendevano comunque lo schema della versione originale.
L'eccesso di terra scavata, derivata dalla costruzione di questi nuovi quartieri, fu utilizzata per creare una piccola collina sulla depressione del Loch Nor chiamata oggi The Mound e che ora collega la città nuova a quella vecchia. Su questo rilievo nella metà del XIX secolo furono costruiti gli edifici per la National Gallery of Scotland e per la Royal Scottish Academy.
Attualmente nella New Town si trova anche la Scottish National Portrait Gallery.

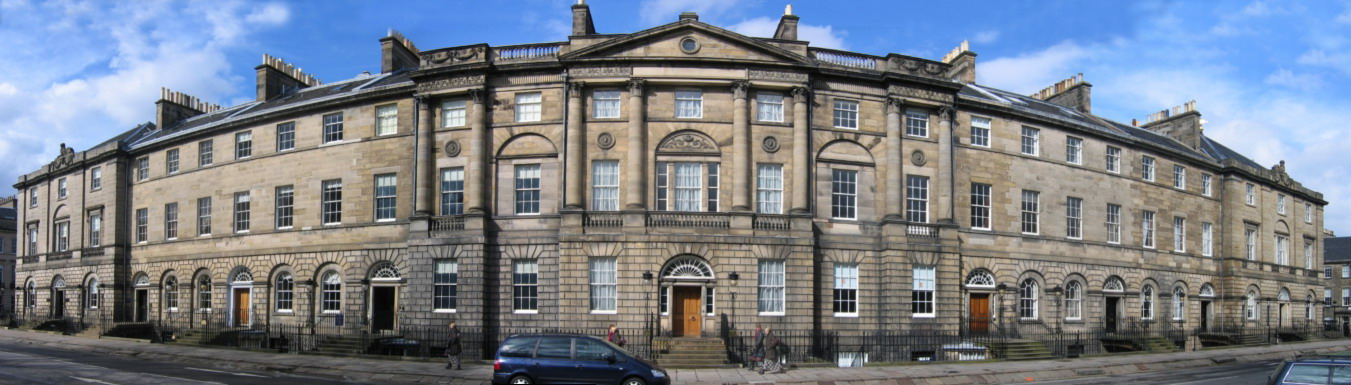
Lato nord della Charlotte Square con la Bute House sulla destra

Merita citazione anche l'imponente St. Mary's Cathedral sede dell'Arcidiocesi.

### South Side
Il South Side è una parte della città prettamente residenziale e comprende più aree: Saint Leonards, Marchmont, Haymarket, Polwarth, Newington, Sciennes, The Grange, Bruntsfield, Morningside, e Merchiston. In questa zona si trova anche il campus universitario.

### Leith

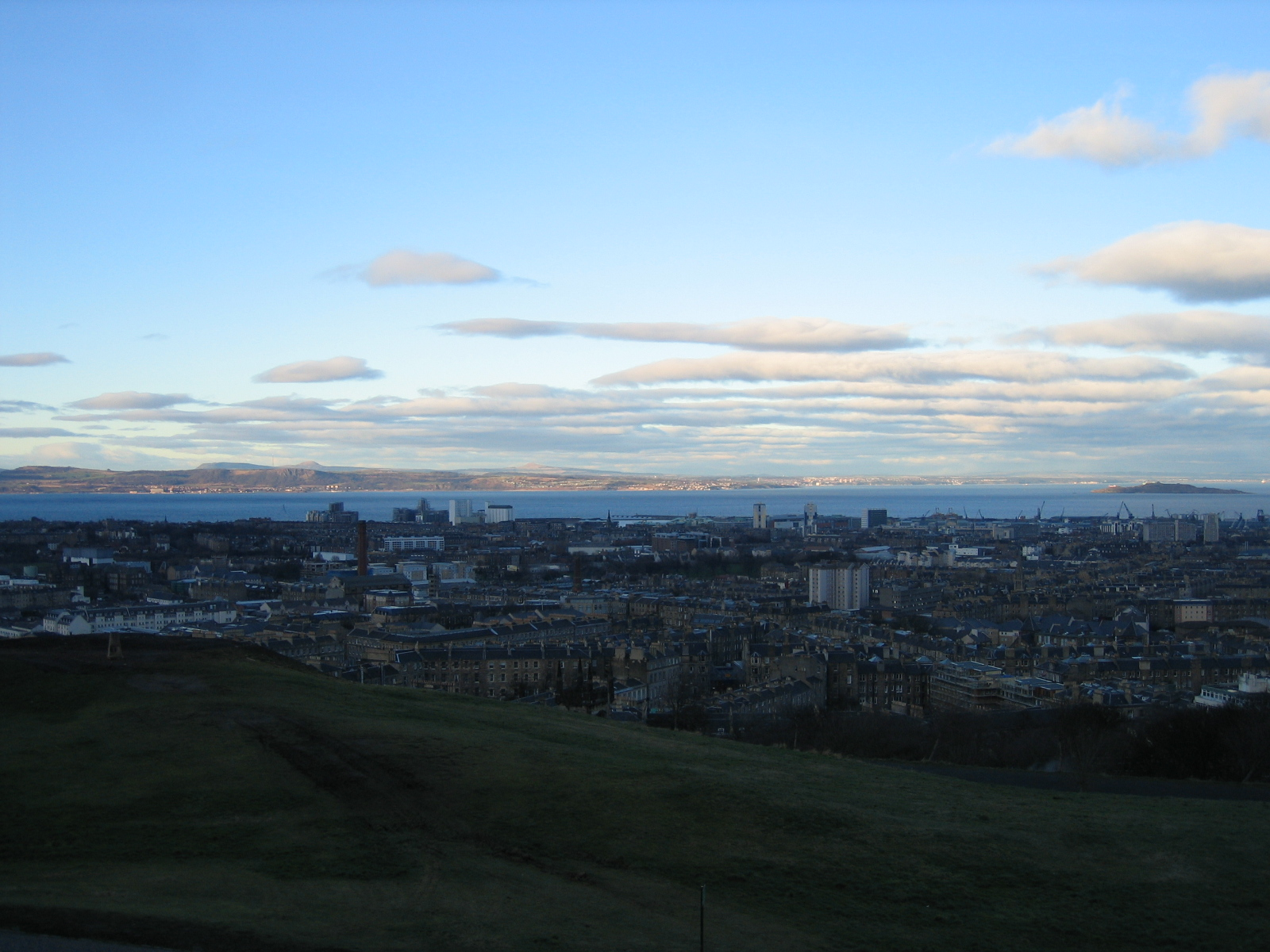
Panorama di Leith visto da Calton Hill

Leith è la zona portuale di Edimburgo, lungo il Firth of Forth, anche se mantiene la propria distinta identità rispetto al resto della città. Nel 1920 quando la cittadina di Leith fu annessa ad Edimburgo ci furono non pochi risentimenti ed ancora oggi il seggio parlamentare è assegnato per la circoscrizione di Edimburgo nord-Leith, a sottolineare il fatto che può essere di fatto considerata un'entità separata dalla città.
A Leith si trova ammarata la Royal Yacht Britannia, dietro il grande centro commerciale Ocean Terminal costruito negli anni ottanta per riqualificare la zona.

### Colline
Il terreno variabile della città di Edimburgo comprende anche varie colline, oltre a quella su cui poggia il castello e la Old Town.
A sud-est della città vecchia si trova l'Arthur's Seat, di origine vulcanica, e punto più alto delle colline attorno a Edimburgo. Si trova sopra l'Holyrood Palace, ora parte dell'Holyrood Park, ed è un posto molto frequentato dagli abitanti della capitale.

La collina Arthur's seat

Verso nord-est, sopra la New Town, si trova Calton Hill, un'altra collina sopra la quale sono stati costruiti vari monumenti. In cima si trovano due osservatori, il Nelson's Monument (una torre dedicata all'Ammiraglio Nelson) e il National Monument, un monumento costruito sul modello del Partenone di Atene. Questo è anche chiamato dai cittadini "la vergogna di Edimburgo" perché, voluto per onorare i caduti durante le guerre contro Napoleone, è rimasto incompleto per mancanza di fondi. Sul lato sud della collina si trova anche la St. Andrew's House, un grande edificio in Art Déco.

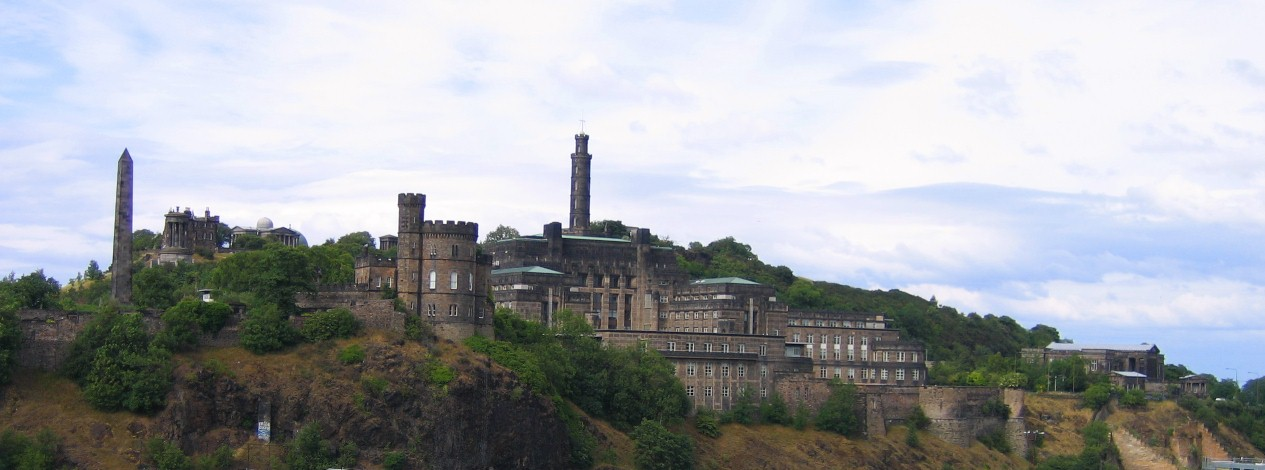
Calton Hill vista dal lato sud

## Monumenti e luoghi di interesse

### Architetture religiose
- Abbazia di Holyrood, adiacente al palazzo di Holyrood, oggi è in rovina
- Cattedrale di Sant'Egidio, in stile gotico, è il principale luogo di culto della città
- Cattedrale episcopale di Santa Maria, che risale agli ultimi decenni dell'Ottocento
- Moschea centrale di Edimburgo, la moschea principale della città[8]
- Saint Margaret's Chapel, il più antico edificio di Edimburgo

### Architetture civili
- Bute House, la residenza del primo ministro scozzese
- Casa del Parlamento, che ospita la Corte Suprema di Scozia
- Castello di Craigmillar, di epoca medievale
- Castello di Edimburgo, situato su un'altura alta 80 metri, con falesie da tre lati
- Palazzo del Parlamento scozzese, realizzato in stile postmoderno
- Palazzo di Holyrood, residenza del re in Scozia
- Usher Hall, sala da concerto attiva sin dal 1914

### Parchi e giardini
- Giardino botanico reale di Edimburgo, con più di 13500 specie vegetali[9]
- Princes Street Gardens, parco pubblico ai piedi del Castello di Edimburgo

### Altro
- Grassmarket, piazza usata come mercato dal XIV secolo[10]
- Monumento a Scott, dedicato all'autore scozzese Walter Scott
- Royal Mile, via lunga un miglio scozzese, ovvero 1800 metri circa[11]

## Cultura

### Il festival di Edimburgo

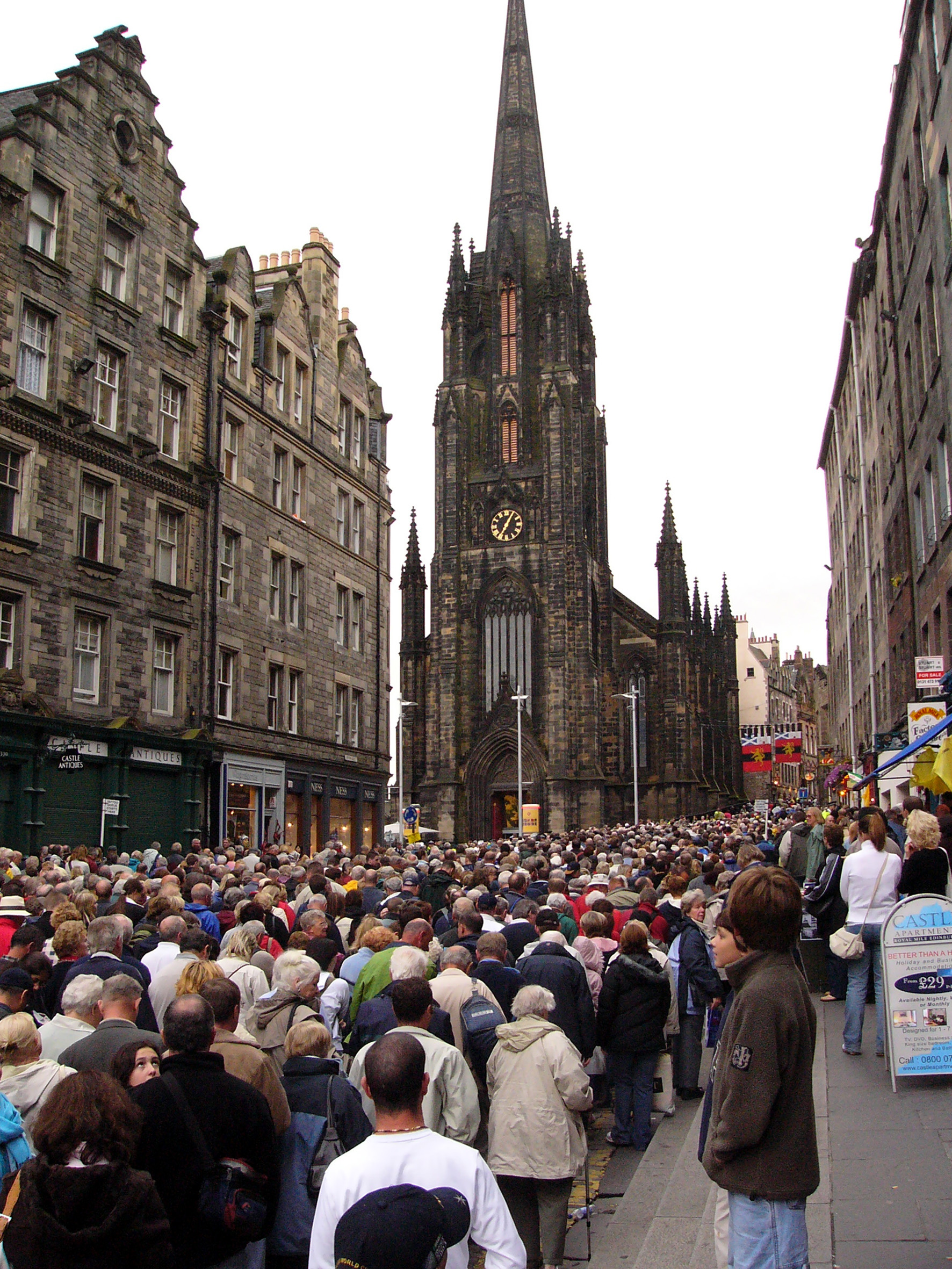
Il Royal Mile durante il Festival di Edimburgo

Edimburgo è famosa per il "Festival di Edimburgo", una nota manifestazione di arti dello spettacolo che si svolge in estate. Il Festival (in inglese: Edinburgh Festival o Edinburgh Festivals), pur essendo meglio conosciuto con questo nome, è in verità un insieme di diversi eventi culturali che hanno luogo dalla fine di luglio, per l'intero mese di agosto, fino all'inizio di settembre.
L'evento tradizionalmente di più alto rilievo è l'Edinburgh International Festival, che dal 1947 ospita grandi opere teatrali e concerti di musica classica. Oggi questo festival è stato superato per grandezza da un altro evento, l'Edinburgh Fringe, che punta molto sulla commedia. Tra gli altri festival, ci sono l'Edinburgh International Film Festival, la parata militare Edinburgh Military Tattoo e il festival del libro Edinburgh International Book Festival.
Oltre al Festival ad agosto, a Edimburgo si svolgono numerosi altri festival e manifestazioni culturali. A capodanno si celebra la Hogmanay, che in scozzese sta a significare l'ultimo giorno dell'anno, e per l'occasione si svolge una grande festa nelle strade del centro ed in particolar modo lungo Princes Street con concerti, fuochi d'artificio e altre manifestazioni. La festa è organizzata dal 1993 e dal 1997 e si è deciso di far pagare il biglietto per entrare nel centro, con un massimo di 100 000 biglietti vendibili, per limitare l'eccessivo accalcarsi di gente che si era verificato nelle edizioni precedenti.
Un'altra festa molto popolare è la Beltane Fire Festival che si tiene a Calton Hill la notte del 30 aprile. Nella festa si ha una processione seguita da rappresentazioni di scene basate su antiche celebrazioni pagane celtiche.

### Università e ricerca
L'Università di Edimburgo è stata fondata nel 1582. L'istituto è una delle più antiche università della Scozia, nonché fra le più grandi e prestigiose di tutto il Regno Unito.. Nella capitale scozzese hanno inoltre sede l'Edinburgh Medical College, la Heriot-Watt University e la Napier University.
La Royal Society di Edimburgo è l'accademia scientifica e letteraria della Scozia, mentre la Royal Scottish Academy promuove le belle arti.
Altre storiche istituzioni scientifiche della città sono il Giardino botanico reale di Edimburgo e l'Osservatorio reale di Edimburgo.

### Biblioteche e archivi
Le principali biblioteche di Edimburgo sono la National Library of Scotland e la Biblioteca Universitaria di Edimburgo.
A Edimburgo hanno sede gli Archivi nazionali della Scozia.

### Musei
- Dean Gallery
- National Gallery of Scotland
- Museum of Scotland
- Royal Museum
- National War Museum of Scotland
- Museum of Edinburgh
- Royal Scottish Academy
- Scottish National Gallery of Modern Art
- Scottish National Portrait Gallery

### Vita notturna
Edimburgo ha numerosi pub, discoteche e ristoranti disseminati in tutta la città. Nella Old Town le vie più frequentate di notte sono la Grassmarket, la Lothian Road e le vie che le circondano. Nella New Town, oltre a Rose street, famosa per i suoi pub con musica dal vivo, negli ultimi anni George Street sta diventando un luogo molto frequentato di notte in seguito all'apertura di numerose discoteche. Queste discoteche si chiamano qui "nightclub" e, come in altre parti del Regno Unito, in genere suonano musica Pop ma si possono trovare anche nightclubs underground che suonano musica Techno, House, Elettronica e Drum & Bass.
Nelle edicole si trova anche una rivista che si chiama The List, dedicata alla vita notturna di Glasgow ed Edimburgo.

## Media
Il principale quotidiano di Edimburgo è The Scotsman.
L'Enciclopedia Britannica fu fondata a Edimburgo nel 1768 e vi rimase fino agli inizi del Novecento.

## Economia

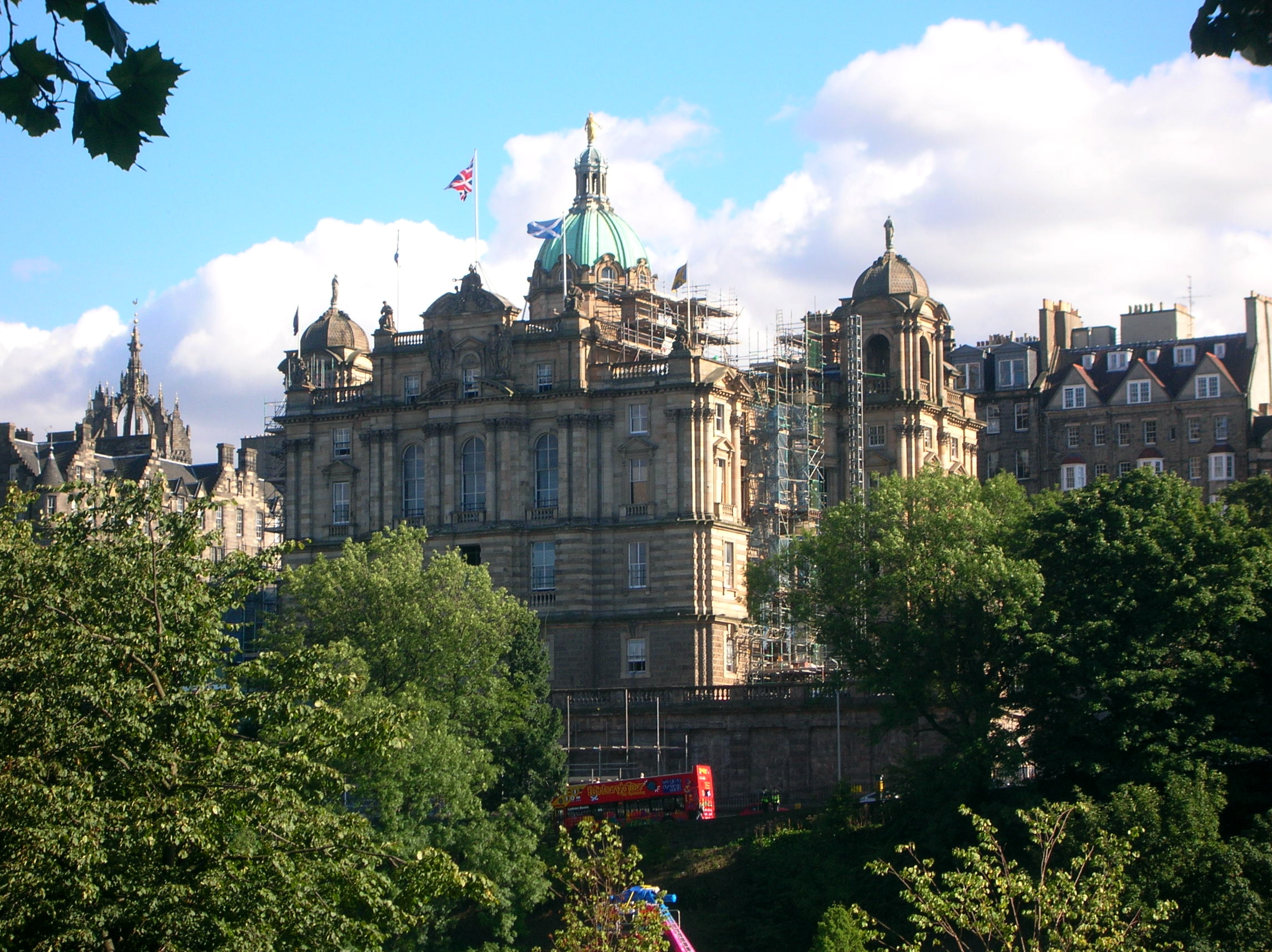
La Bank of Scotland nel centro di Edimburgo

Edimburgo è, dopo Londra, la città più ricca della Gran Bretagna con un PIL pro capite di 40 700 euro e con il suo hinterland rappresenta una delle regioni d'Europa con il più alto tasso di crescita economica. La disoccupazione è al 2,7%, valore più basso della media scozzese.
L'economia della città poggia soprattutto sul settore dei servizi come il turismo, l'educazione, la ricerca e il settore bancario. Edimburgo è diventata il sesto centro finanziario d'Europa grazie soprattutto alla presenza di numerose istituzioni finanziarie come la Royal Bank of Scotland, quinta banca al mondo, la Scottish Widow, società d'investimento, e la Standard Life, grande cooperativa che opera nel settore finanziario. Il settore bancario è da sempre al centro delle attività cittadine sin da quando nel 1695 fu fondata qui la Bank of Scotland che ha ora la sua sede principale sulla Mound.
Il turismo, con la presenza in città di numerosi monumenti, è una voce molto importante per l'economia della città dando lavoro a circa 30 000 persone.
Oltre a questi settori Edimburgo, essendo capitale di stato, ha nell'amministrazione pubblica una grande fonte di ricchezza con la presenza di numerosi dipartimenti del governo scozzese.

## Infrastrutture e trasporti
Storicamente il porto di Edimburgo è Leith.
A circa 9 km dal centro della città è situato l'Aeroporto di Edimburgo. L'aeroporto è gestito dalla British Airport Limited e smista circa 9 milioni di passeggeri l'anno. Dal 2006 è in corso un'espansione della pista e del terminal.
La stazione ferroviaria principale è Edinburgh Waverley con più di 14 milioni di passeggeri l'anno è la seconda per traffico in Scozia dopo Glasgow Central. Waverley è il capolinea della linea est che parte da London King's Cross ed è il punto di partenza per molte linee scozzesi gestite dalla First ScotRail. Il secondo scalo per importanza, situato nel centro della città, è la stazione di Haymarket.
La maggior parte dei bus cittadini sono gestiti dalla Lothian Buses, che gestisce anche il servizio notturno, i bus tours e le navette per l'aeroporto.
A seguito di una delibera del parlamento scozzese del 2007, sono iniziati i lavori per una rete tramviaria che causa grandi disagi nel centro cittadino. In prima fase, la prima tratta dall'aeroporto a Ocean Terminal sarebbe dovuta entrare in funzione da luglio 2011. La Tranvia di Edimburgo, che si articola in 15 fermate tra York Place nella New Town e l'Aeroporto di Edimburgo, viene gestita da Transport for Edinburgh ed è entrata in funzione a partire dal 31 maggio 2014.

## Politica

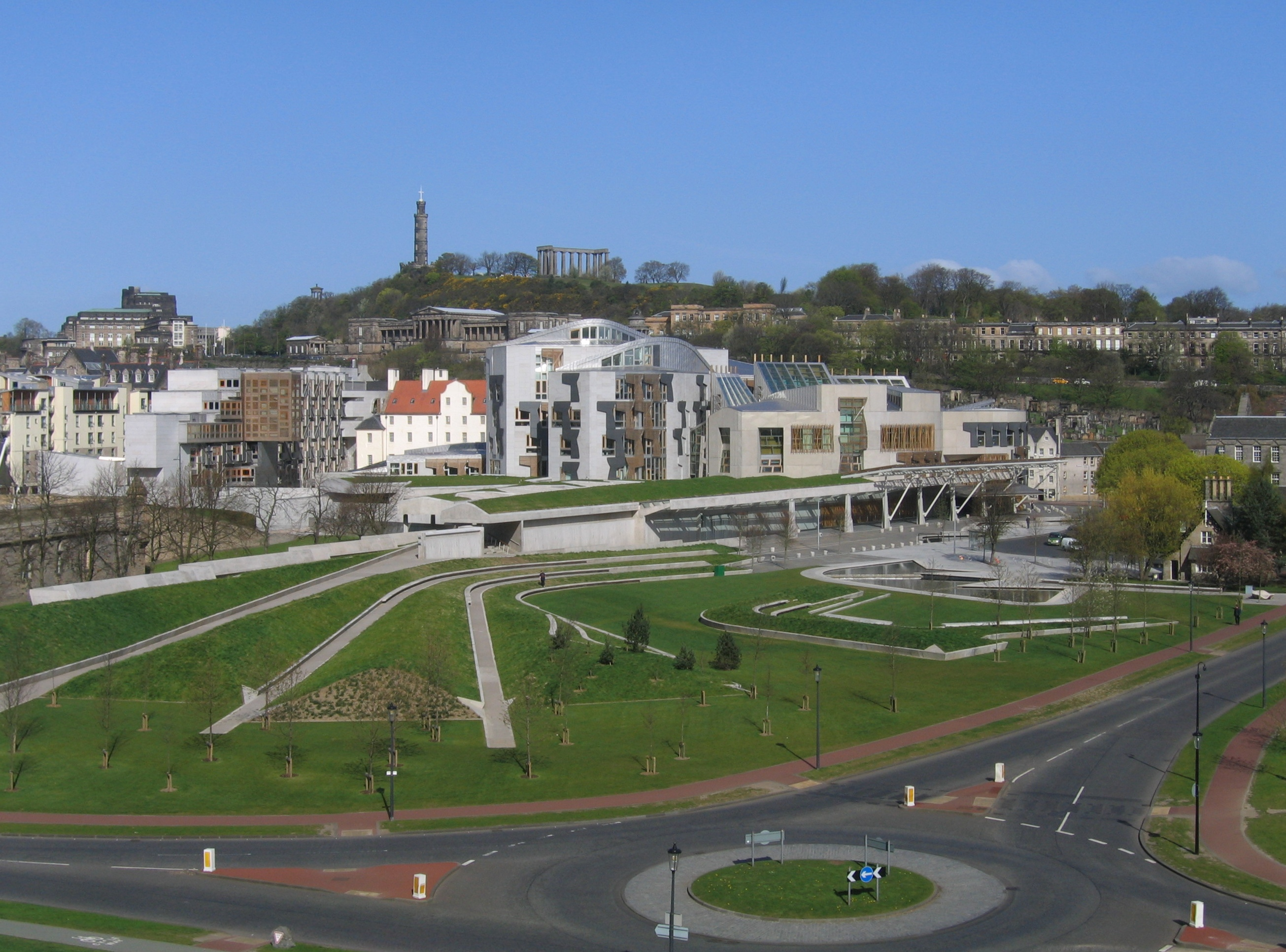
Il nuovo parlamento scozzese

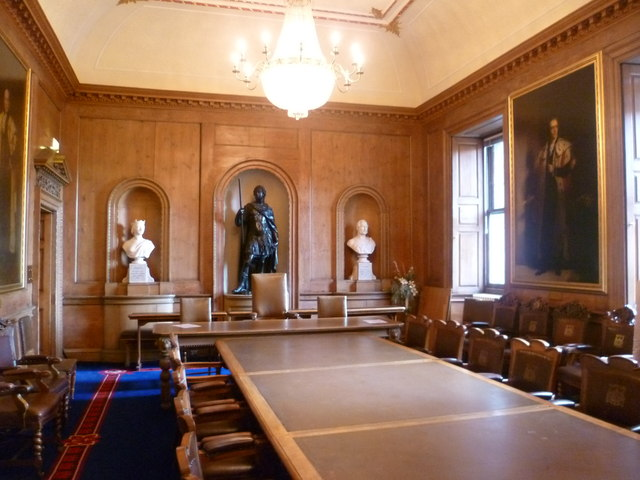
La camera del consiglio nel municipio d'Edimburgo. La sedia al centro è riservata al Lord Provost (sindaco).

Come capitale della Scozia la città ospita il Parlamento scozzese la cui nuova struttura è stata inaugurata nel 2004. Il governo scozzese ha sede nella St. Andrew's House posta su Calton Hill e a Victoria Quay a Leith. La Bute House a Charlotte Square è la residenza ufficiale del primo ministro scozzese.
Edimburgo rappresenta una delle 32 aree amministrative della Scozia e, come tale, l'autorità locale è rappresentata dal consiglio comunale di Edimburgo composto da 58 membri eletti dai cittadini, che si trova alle City Chambers (municipio). Il consiglio è guidato dal Lord Provost, massima carica cittadina. Le elezioni per il consiglio comunale si tengono ogni 4 anni.
Per l'elezione del parlamento scozzese la città rappresenta sei delle nove collegi della regione elettorale del Lothian. Ogni sezione elettorale elegge direttamente un membro del parlamento e la regione ne elegge altri sette per dare un sistema proporzionale.
La città è divisa in cinque collegi elettorali ciascuno dei quali esprime un rappresentante alla Camera dei comuni: East and Musselburgh, North and Leith, South, South West e West.

## Amministrazione

### Gemellaggi
- Monaco di Baviera
- Cracovia
- Nizza
- Firenze
- Venezia
- Dunedin
- Vancouver
- San Diego
- Segovia
- Xi'an
- Kiev
- Aalborg
- Kyoto

## Sport

### Calcio
Le squadre principali della città sono l'Heart of Midlothian e l'Hibernian, vincitrici entrambe di quattro campionati scozzesi e che, quando si incrociano, danno vita al derby di Edimburgo.
La città è stata anche sede del Foot-Ball Club, fondato nel 1824 e considerato perciò una delle squadre di calcio più antiche al mondo.

### Rugby
A Edimburgo si trova lo stadio di Murrayfield, dove la nazionale scozzese di rugby gioca le sue partite casalinghe. E l'Edinburgh Rugby la squadra locale che milita in Pro12, ora chiamata Pro14.

### Corsa in montagna
Edimburgo ha ospitato i Campionati del mondo di corsa in montagna nel 1995.

## Altre voci
- Scrittori scozzesi